# N.V.M. Gonzalez

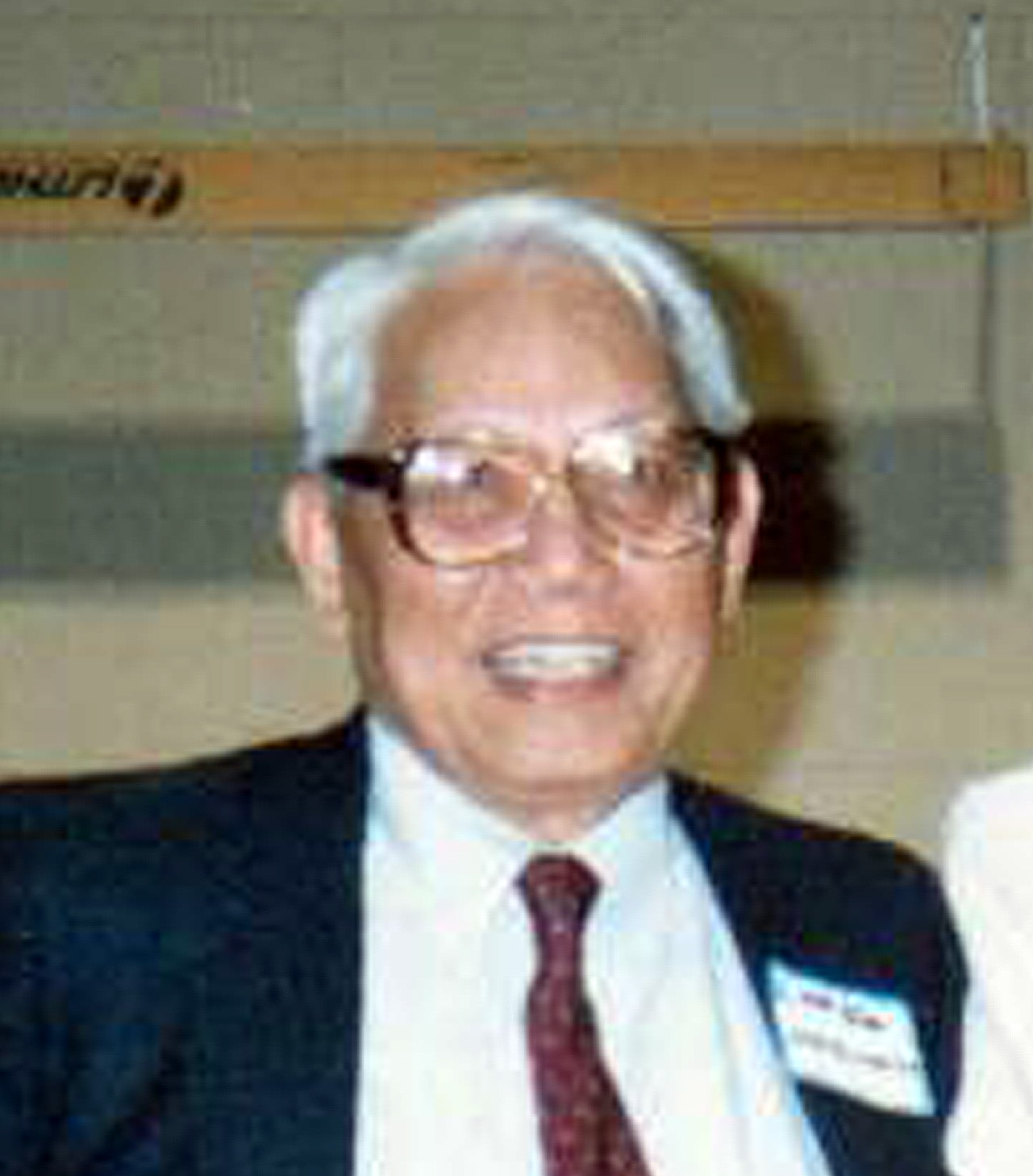
N.V.M. Gonzalez

Nestor Vicenti Madali Gonzalez, beter bekend als N.V.M. Gonzalez (Romblon, 8 september 1915 – Quezon City, 28 november 1999) was een Filipijns schrijver. Gonzalez werd voor zijn werk onderscheiden met vele prijzen. Zo kreeg hij de Commonwealth Literary Award, de Republic Award of Merit, de Republic Cultural Heritage Award en viel bij driemaal in de prijzen bij de Carlos Palanca Memorial Awards. In 1997 werd hij uitgeroepen tot nationaal kunstenaar van de Filipijnen.

## Biografie
N.V.M. Gonzalez werd geboren op 8 september 1915 in Romblon in de gelijknamige provincie Romblon. Zijn vader, Vicente Gonzalez, was school inspecteur en zijn moeder, Pastora Madali, lerares. Toen hij vier jaar oud was verhuisde de familie van Romblon naar Mindoro, waar ze zich vestigden in het plaatsje Wasig in de gemeente Mansalay. Na het voltooien van zijn middelbareschoolopleiding aan de Mindoro High School in 1930 studeerde hij enige tijd aan de National University in Manilla. In Manilla schreef hij eerst voor de Philippine Graphic en later voor de Evening News Magazine en de Manila Chronicle. Zijn eerste essay verscheen in die periode in de Philippine Graphic. In 1934 werd zijn eerste gedicht gepubliceerd in Poetry.
In 1948 kreeg Gonzalez door een beurs van de Rockefeller Foundation de mogelijkheid om in de Verenigde Staten te studeren, eerst aan Stanford University in Californië en later aan Columbia University in New York. Aan de Stanford University kreeg Gonzales les in creatief schrijven van prominente auteurs als Wallace Stegner en Katherine Anne Porter. Na terugkeer in de Filipijnen in 1950 ging hij lesgeven. Eerst doceerde hij aan de University of Santo Tomas en de Philippine Women's University en later gaf hij jarenlang les aan de University of the Philippines. Hij organiseerde de eerste schrijvers workshop van de UP en werd in die periode een invloedrijk persoon in de Filipijnse schrijverswereld. Hij was lid van de Raad van Advies van Likhaan, het centrum voor creatief schrijven van de UP, oprichter van The Diliman Review en de eerste president van de Philippine Writers' Association. In 1960 verhuisde Gonzalez weer naar de Verenigde Staten, waar hij achtereenvolgens lesgaf University of California in Santa Barbara, California State University, de University of Washington, de University of California, University of California in Berkeley.
Naast zijn werk als docent schreef Gonzalez diverse boeken, waaronder de roman Bamboo Dancers en de verhalenbundel Children of the Ash-Covered Loam an Other Stories. Voor zijn werk als schrijver werd hij in de Filipijnen vele malen onderscheiden. Zo werd hij viermaal onderscheiden bij de Carlos Palanca Memorial Awards en won hij in 1960 de Republic Cultural Heritage Award. Ook vond zijn werk de weg naar het buitenland. Zijn boeken werden vertaald in het Chinees, Duits, Russisch en Indonesisch. In 1987 ontving hij van de University of the Philippines een eredoctoraat. In 1997 werd hij uitgeroepen tot nationaal kunstenaar van de Filipijnen en in 1998 kreeg hij de Centennial Award in de categorie literatuur.

## Werk

### Romans
- 1941 - The Winds of April
- 1957 - The Bamboo Dancers
- 1974 - A Season of Grace

### Korte verhalen
- 1947 - Seven Hils Away
- 1954 - Children of the Ash-Covered Loam an Other Stories
- 1963 - Look, Stranger, on this Island Now
- 1964 - Selected Stories
- 1981 - Mindoro and Beyond: Twenty-one Stories
- 1993 - The Bread of Salt and Other Stories
- 1997 - The Grammar of Dreams and other Stories

### Essays
- 1996 - Work on the Mountain
- 1996 - The Novel of Justice: Selected Essays 1968-1994

- Bibliothèque nationale de France: cb13526944d (data)
- Gemeinsame Normdatei: 1081940603
- International Standard Name Identifier: 0000 0000 8374 3993
- Library of Congress Control Number: n85038467
- Nationale Bibliotheek van Tsjechië: xx0200369
- Nationale Bibliotheek van Israël: 987007261822305171
- Nederlandse Thesaurus van Auteursnamen: 074358820
- Système universitaire de documentation: 050376896
- Trove: 1014083
- Virtual International Authority File: 39536472
- WorldCat: E39PBJtX76q4KgH68Kwf9RtxjC